# Roerkulten
Roerkulten är ett berg i Antarktis. Det ligger i Östantarktis. Norge gör anspråk på området. Toppen på Roerkulten är 2 083 meter över havet.
Terrängen runt Roerkulten är huvudsakligen platt, men den allra närmaste omgivningen är kuperad. Trakten är obefolkad. Det finns inga samhällen i närheten.
Roerkulten har fått sitt namn efter Nils Roer som var Norsk-brittisk-svenska Antarktisexpeditionens topograf 1949-52.